# Attila Kovács (esgrimidor)
Attila Kovács (Budapest, 30 de diciembre de 1939-Budapest, 10 de noviembre de 2010) fue un deportista húngaro que compitió en esgrima, especialista en la modalidad de sable. Ganó cuatro medallas en el Campeonato Mundial de Esgrima entre los años 1963 y 1973.

## Palmarés internacional
| Campeonato Mundial | Campeonato Mundial  | Campeonato Mundial | Campeonato Mundial |
| Año                | Lugar               | Medalla            | Prueba             |
| ------------------ | ------------------- | ------------------ | ------------------ |
| 1963               | Danzig (Polonia)    | Medalla de bronce  | Sable por equipos  |
| 1967               | Montreal (Canadá)   | Medalla de plata   | Sable por equipos  |
| 1969               | La Habana (Cuba)    | Medalla de bronce  | Sable por equipos  |
| 1973               | Gotemburgo (Suecia) | Medalla de oro     | Sable por equipos  |